# Севастопольський міський катер

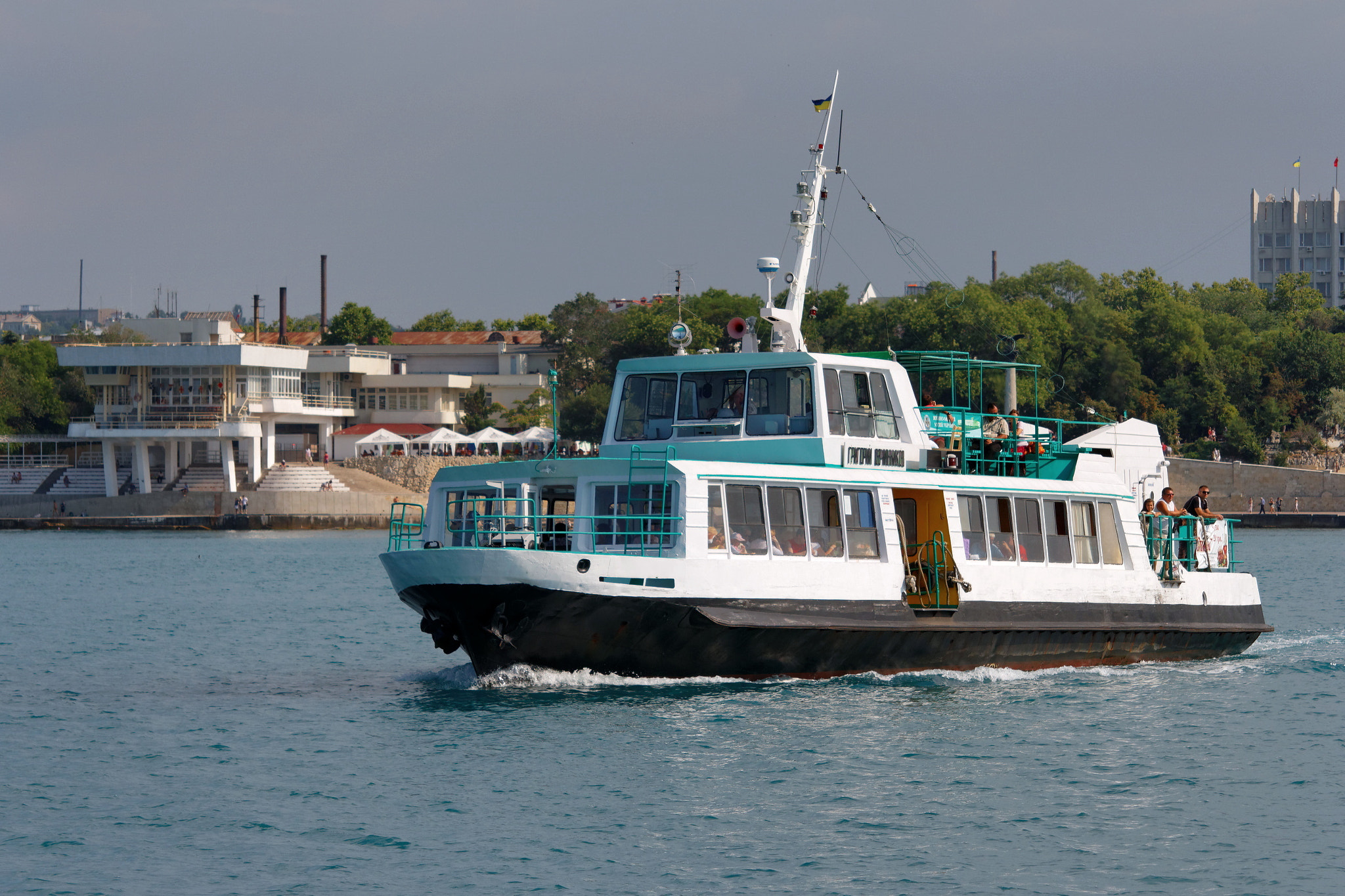
катер «Григорій Овчінников», 2012

Севастопольський міський катер  — цілорічний морський міський громадський транспорт у Севастополі. Сполучає південну та північну сторону міста, також місто Інкерман. Влітку працюють курортні маршрути (пляж Учкуївка, від Балаклави до пляжів Срібний, Золотий, Василі та Яшмовий).

## Рухомий склад
| Проєкт                           | Працює, шт | Поставлено, шт | Початок експлуатації | Фото |
| -------------------------------- | ---------- | -------------- | -------------------- | ---- |
| Катери проєкту 1438 «Молодіжний» | 11         | 16             | 1980                 |      |
| Пороми проєкту 1014              | 2          | 4              | 2012                 |      |

## Маршрути
- Графська пристань — Північна бухта
- Артбухта — Радіогірка
- Артбухта - Північна бухта (пором)
- Артбухта — пляж Учкуївка (літній)
- Балаклава — Ближній пляж — Золотий пляж (літній)
- Балаклава — пляж Василі — Яшмовий пляж (літній)
- Графська пристань — Інкерман (тимчасово скасований)

## Історія
Першим відомим поромом, який обслуговував сполучення південного та північного берегів Севастополя, був пором «Бельбекъ» шведського виробництва (роки роботи на маршруті 1897 — 1902 роки). У 1898 — 1899 та у 1926 кілька суден було зібрано в місті з готових запчастин. Виконувалися рейси на Північну сторону, Інкерман, Херсонес, Омегу, Учкуївку, Південну бухту. Перед Другою світовою у Міському пароплавстві було 13 катерів, деякі з яких були розраховані на 200 місць.

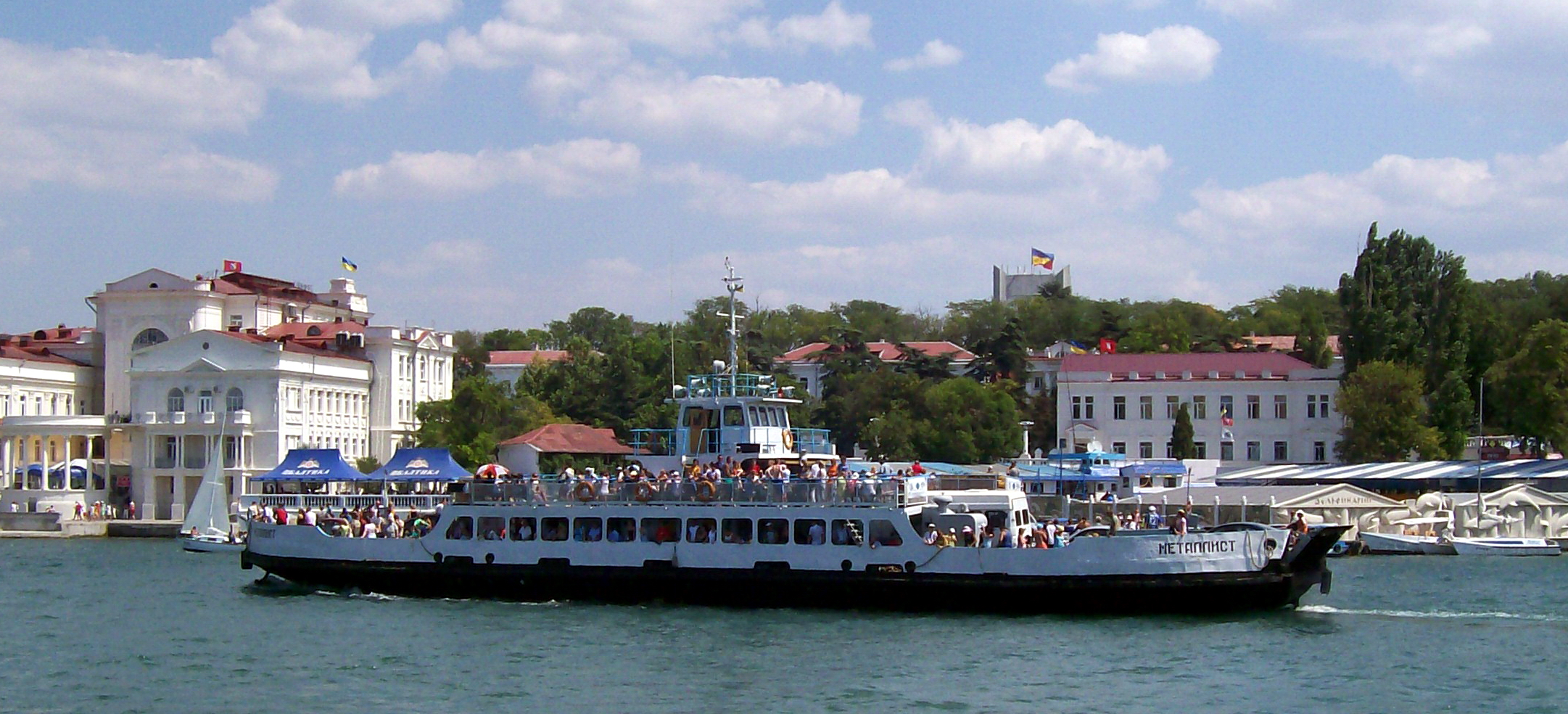
Пором проєкту 727 "Металіст" в Артбухті, 2008

Після звільнення Севастополя у 1944 році в місті не залишилось міських катерів, сполучення з Північної стороною здійснювали весільні ялики та десантні мотоботи. 1949 — 1953 на Севморзаводі були побудовані 12 катерів проєкту «Севастополець». Це були одногвинтівні, однопалубні теплоходи, розраховані на 150 пасажирських місць. У катера не було допоміжних приміщень для екіпажу, ходової рубки, шумової та теплової ізоляції салону.
1952 — 1953 на Севморзаводі побудовані три пороми проєкту 727, здатні перевозити пасажирів та автомобілі. Два з них прослужили до 2011 року.
Протягом 1950х — 1980х років маршрути також забезпечували наступні серії катерів: 
| Проєкт                | Експлуатація         | Кількість, шт | Пасожиромісткість | Виробник                                                      |
| --------------------- | -------------------- | ------------- | ----------------- | ------------------------------------------------------------- |
| 279 «Нахімовець»      | 1957 - 1990          | 2             | 80 місць          | СБЗ, Архангельськ                                             |
| 485 «Аркадія»         | 1957 - 1982          | 8             | 90 місць          | СРЗ 1, Одеса; СРМЗ, Батумі                                    |
| 544 «Москвич»         | 1957 - 1963          | 4             | 150 місць         | Херсонський суднобудівно-судноремонтний завод                 |
| 839 «Буря»            | 1962 - 1978          | 5             | 139 місць         | Херсонський суднобудівно-судноремонтний завод                 |
| 485М «Райдуга»        | 1968 - 1992          | 5             | 130 місць         | Жданівський судноремонтний завод, СРЗ Астрахань, СРЗ Таганрог |
| 1430 «Олександр Грін» | 1972 — кінець 1980-х | 5             | 200 місць         | Іллічівський судноремонтний завод, СРЗ Баку                   |

З 1980-го року почали надходити катери проєкту 1438 «Молодіжний», вироблені у 1979 — 1983 роках на Іллічівському судноремонтному заводі. Всього місто отримало 16 катерів цього проєкту. Катер розрахований на 250 пасажирів, салон опалювальний, також місце для пасажирів передбачено на верхній палубі (зазвичай використовується виключно екіпажем).
2012 року для заміни поромів проєкту 727 (1953 року виробництва) закуплені чотири вживаних норвезьких пороми. Проте у склад флоту введені лише два, «Адмірал Істомін» та «Адмірал Лазарєв».

## Галерея

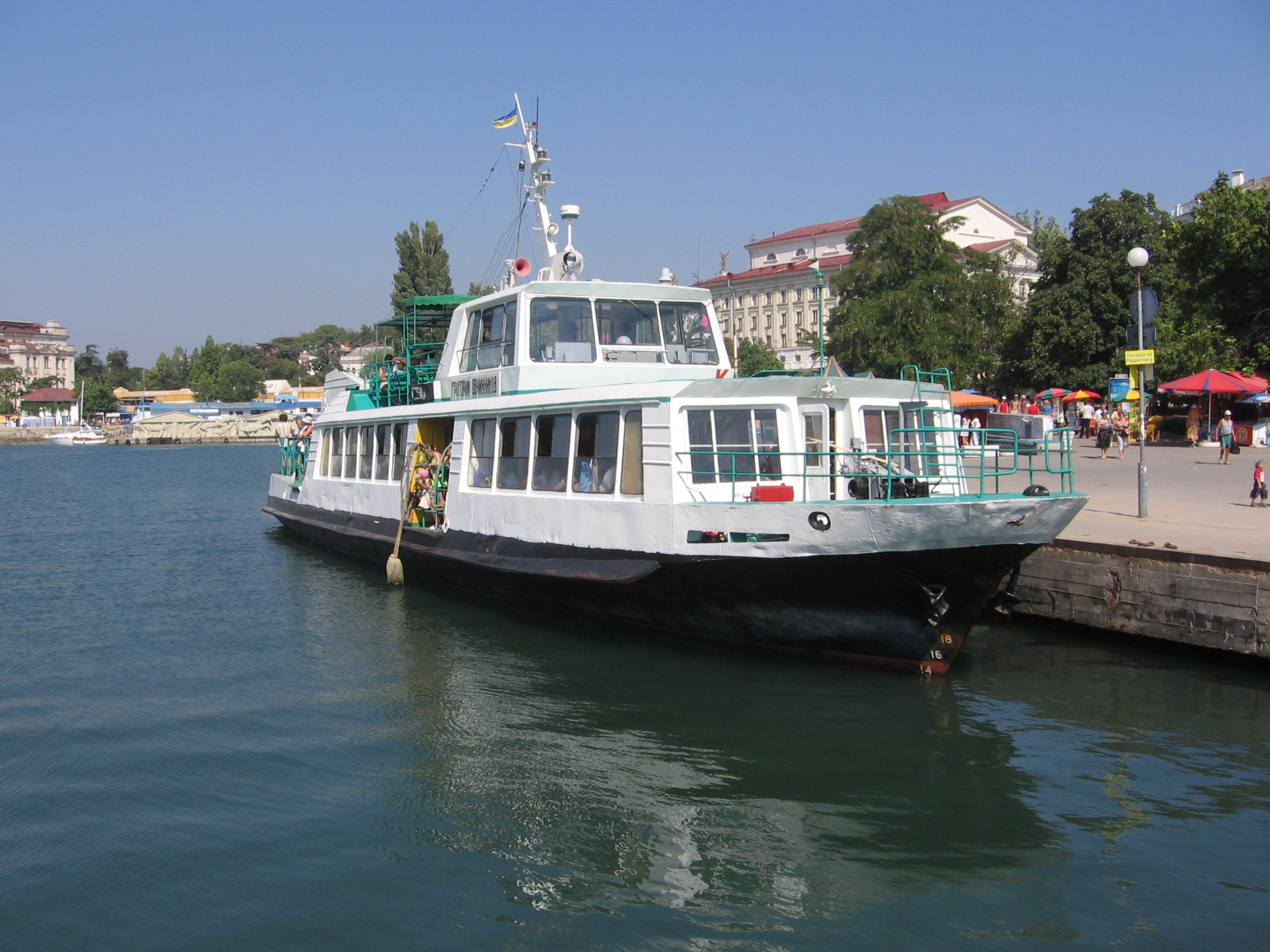
катер «Григорій Овчінников», Артбухта
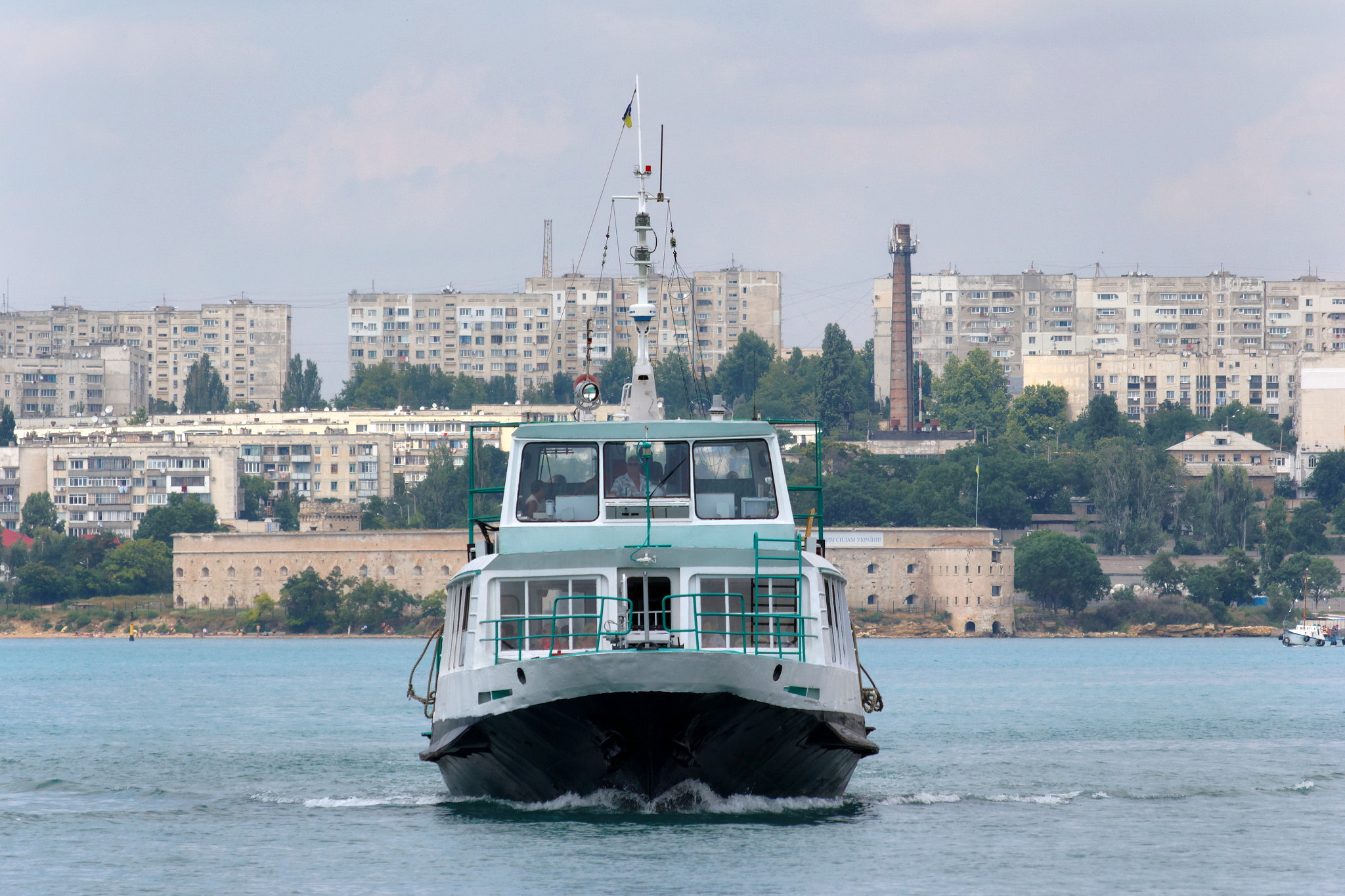
катер біля Радіогріки
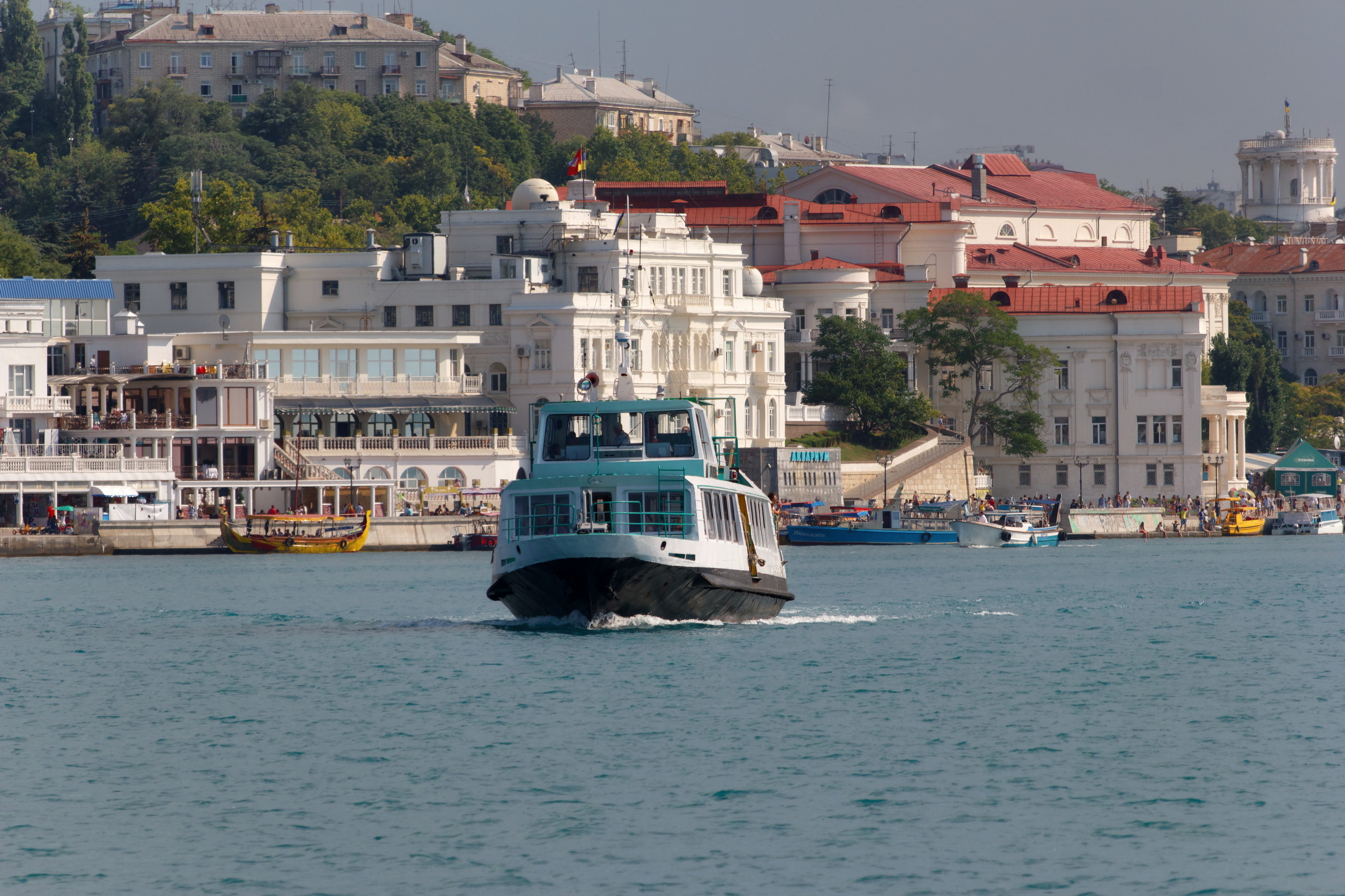
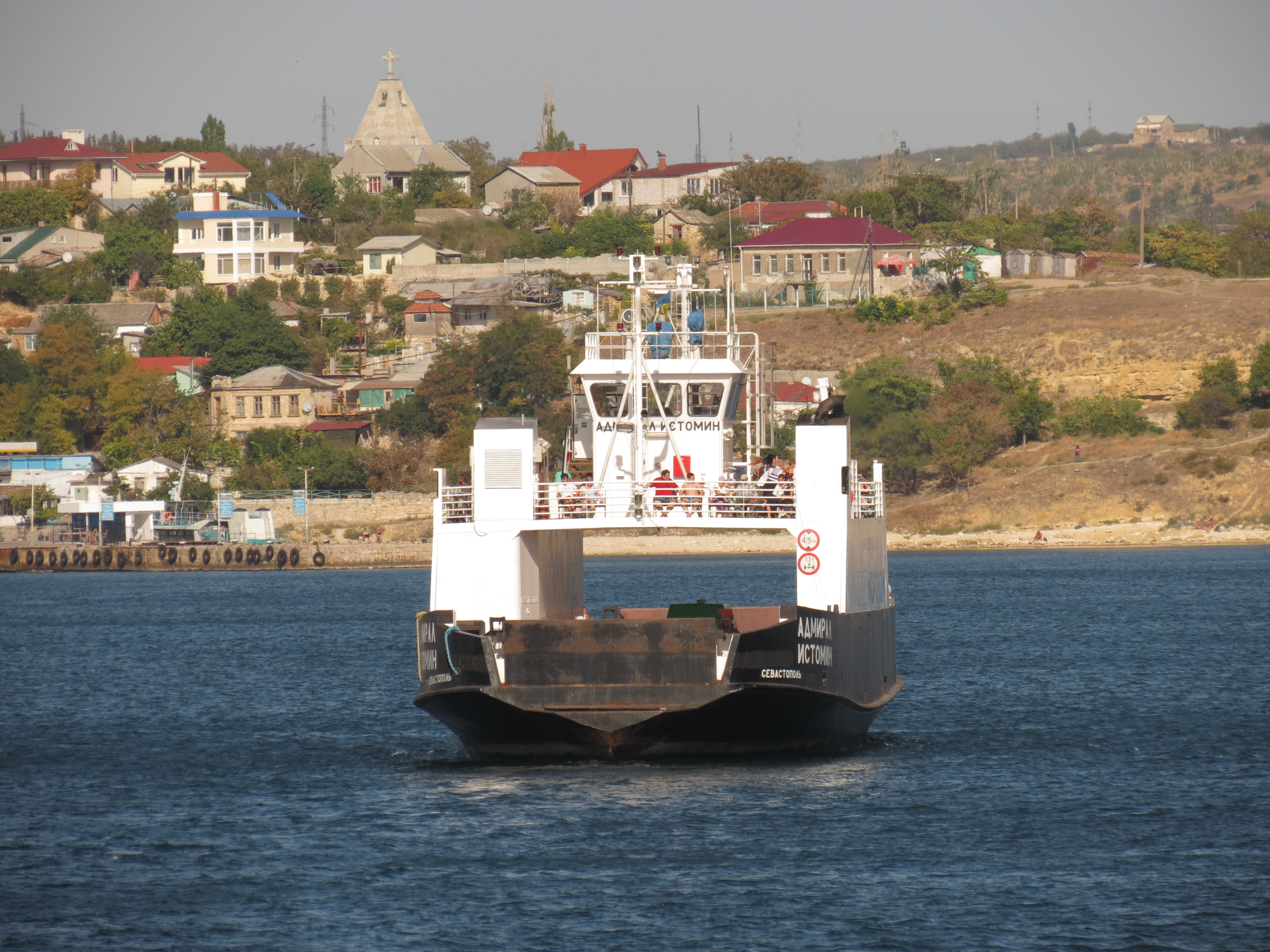
пором «Адмірал Істомін», 2012
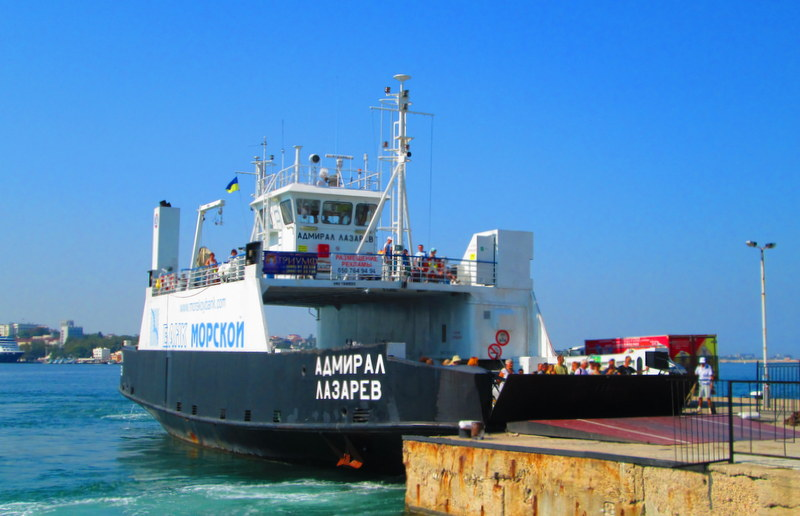
погрузка на пором, Північна бухта
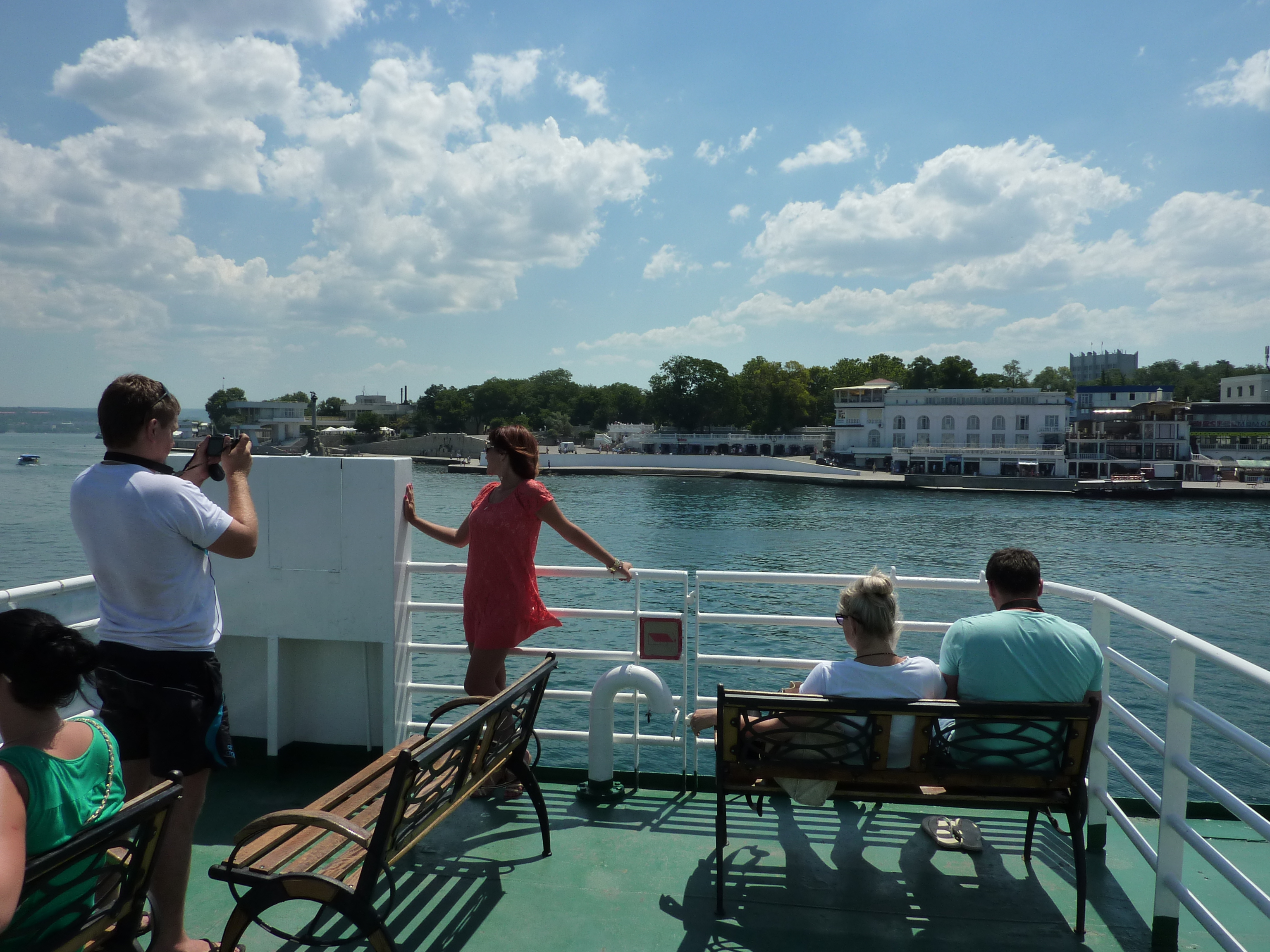
літній майданчик на поромі